# Třebětice (ort i Tjeckien, Södra Böhmen)
Třebětice är en ort i Tjeckien.   Den ligger i regionen Södra Böhmen, i den centrala delen av landet, 140 km sydost om huvudstaden Prag. Třebětice ligger 485 meter över havet och antalet invånare är 308.
Terrängen runt Třebětice är platt.Runt Třebětice är det ganska glesbefolkat, med 22 invånare per kvadratkilometer. Närmaste större samhälle är Jemnice, 4,8 km sydost om Třebětice. Trakten runt Třebětice består till största delen av jordbruksmark.